# Antoinette Rychner
Antoinette Rychner (* 17. Oktober 1979 in Neuchâtel) ist eine französischsprachige Schweizer Schriftstellerin.

## Leben
Antoinette Rychner absolvierte eine Ausbildung zur Bühnentechnikerin in Vevey und zur Autorin am Schweizerischen Literaturinstitut in Biel. Sie hat mehrere Theaterstücke, Erzählungen und zwei Romane veröffentlicht.
Rychner war im Vorstand des Vereins Autorinnen und Autoren der Schweiz (AdS) und lebt mit ihrer Familie im Kanton Jura.

## Auszeichnungen
- 2013: Prix SACD de la dramaturgie francophone
- 2015: Prix Michel Dentan
- 2016: Schweizer Literaturpreis für Le prix

## Werke

### Prosa
- Petite collection d’instants-fossiles. Éditions de l’Hèbe, Charmey 2010.
- Lettres au chat. Éditions d’autre part, Genf 2014.
- Le prix. Roman. Éditions Buchet-Chastel, Paris 2015, ISBN 978-2-283-02841-4.
  - Der Preis. Deutsch von Yla M. von Dach. Die Brotsuppe, Biel/Bienne 2018, ISBN 978-3-03867-009-4.
- Devenir pré. Éditions d’autre part, Genf 2016.
- Peu importe où nous sommes. Éditions d’autre part, Genf 2019.
- Après le monde. Roman. Buchet-Chastel, Paris 2020, ISBN 978-2-283-03325-8.

### Drama
- La vie pour rire, 2005
- L’enfant, mode d’emploi, 2008
- COking MAma, 2009
- De mémoire d’estomac, 2011
- Intimité data storage, 2013
- Arlette, 2017
- Pièces de guerre en Suisse, 2019